# Geovanny García
Pour les articles homonymes, voir García.
Geovanny García, né le 23 juillet 1990, est un coureur cycliste dominicain.

## Biographie
En 2019, Geovanny García devient champion de République dominicaine sur route. Deux ans plus tard, il termine troisième de la Vuelta a la Independencia Nacional, tout en ayant remporté la première étape. 

## Palmarès sur route

### Par année
- 2013
  - Clásico Villa Altagracia
  - 3e du championnat de République dominicaine du contre-la-montre espoirs
- 2016
  - Clásico Villa Altagracia
  - 1re étape de la Copa Cero de Oro
  - 2e de la Copa Cero de Oro
- 2017
  - 5e étape du Tour del Cibao
- 2018
  - 2e du championnat de République dominicaine du contre-la-montre
  - 2e du championnat de République dominicaine sur route
- 2019
  -  Champion de République dominicaine sur route
- 2021
  - 1re étape de la Vuelta a la Independencia Nacional
  - 3e de la Vuelta a la Independencia Nacional

### Classements mondiaux
| Année            | 2019 |
| ---------------- | ---- |
| UCI America Tour | 149e |

## Palmarès sur piste

### Championnats nationaux
- 2013
  -  Champion de République dominicaine de poursuite[2]
  - 3e du championnat de République dominicaine du scratch[2]
- 2014
  - 2e du championnat de République dominicaine de poursuite par équipes[3]
  - 3e du championnat de République dominicaine de keirin[3]
- 2017
  - 2e du championnat de République dominicaine du kilomètre[4]
  - 2e du championnat de République dominicaine de course aux points[4]